# Toni Neumann
Toni Neumann (* 1970er Jahre in Halle) ist ein deutscher Koch.

## Werdegang
Nach dem Abitur und der Kochausbildung wechselte Neumann zum Restaurant Villino in Lindau bei Reiner Fischer (ein Michelinstern). Nach Wanderjahren im Schwarzwald kehrte er zum Villino zurück und wurde hier lange Jahre Souschef.
2017 wurde er im Restaurant Villino Küchenchef als Nachfolger von Reiner Fischer. Auch unter ihm wurde das Restaurant 2018 mit einem Michelinstern ausgezeichnet.
Seinen Kochstil bezeichnet er als „fernöstliche mediterrane Fusionsküche“.

## Auszeichnungen
- Seit 2018: ein Michelinstern für das Restaurant Villino